# 凹子底

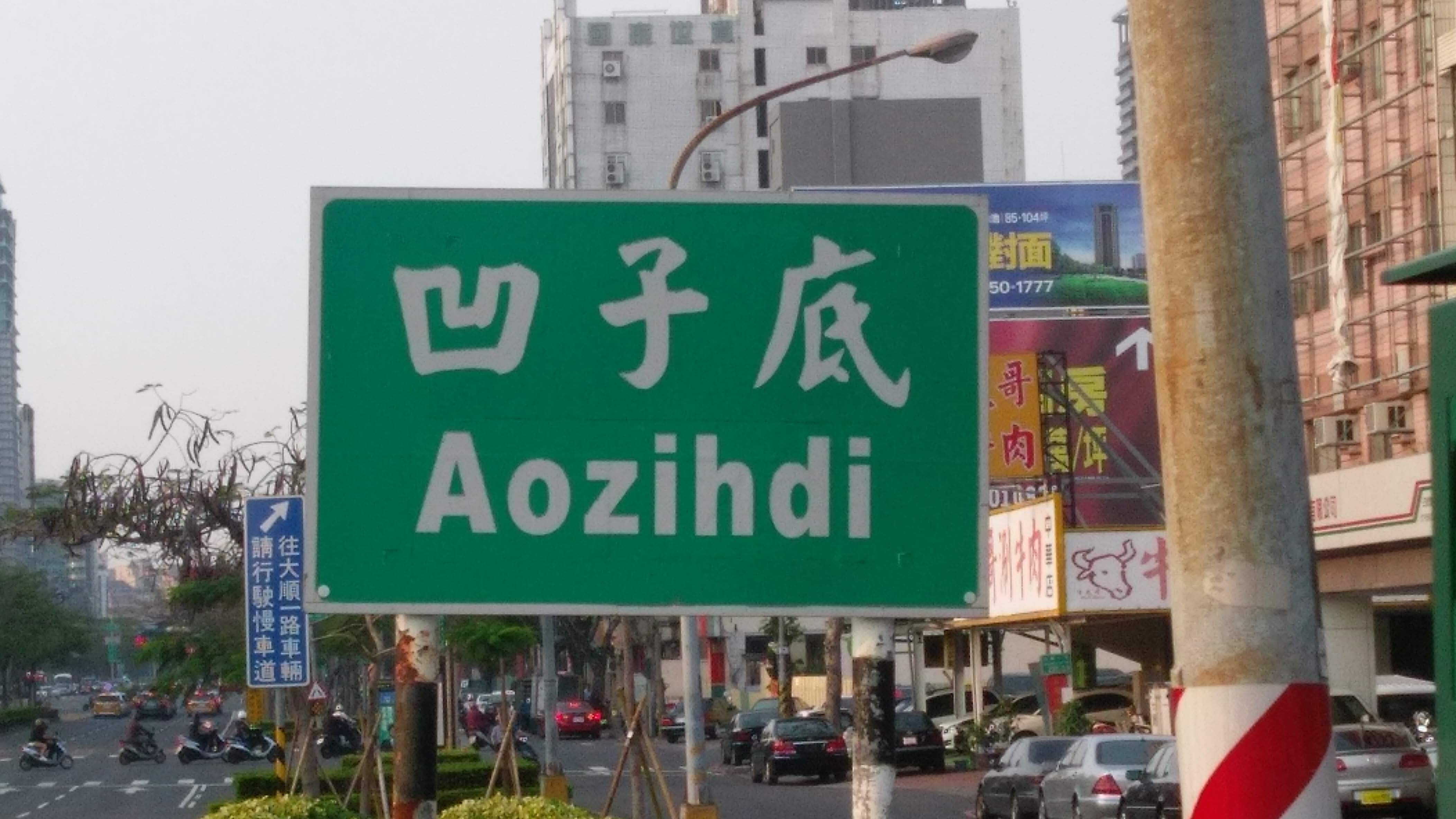
位於中華一路安全島上凹子底地名告示牌

凹子底（推薦用字：塌仔底）舊稱漯仔底，亦有一說為埒底  ，是位在台灣高雄市境內的一個區域，屬鼓山區龍子里所轄。清末為興隆里之一庄，日治初期屬於內惟庄下，台灣堡圖標記為「螺仔底」，標記在今中華一路2133巷於大順一路1041巷口南側、愛河畔光之塔對岸之處，可視為狹義的凹子底；廣義的凹子底還包含了同屬內惟庄的竹帷（神農博愛路口）、頂下藔（龍心橋北岸）兩聚落。現今凹子底泛指中華路以東、明誠路以南、博愛路以西、愛河以北的區域，近年因都市計畫施行而逐漸發展成為新興高級住宅及豐富的商業地帶。

## 農十六
凹子底近年逐漸發展成為新開發的住宅及商業地帶，為農16特區。
農16屬高雄市都市計畫（凹子底地區）細部計畫區範圍，於民國71年公告發布實施「擴大及變更高雄市楠梓、左營、灣子內凹子底及原高雄市都市計畫地區主要計畫（通盤檢討）案」，依內政部核定之農業區規劃變更原則，並為配合副都市中心規劃構想予以保留農業區，並編號為農16，故得名而來。
民國73年公告發布實施「擬定及變更高雄市凹子底地區細部計畫（通盤檢討）並配合變更主要計畫案」開始有了將本地區規劃為副都市中心之規劃構想，仍予保留農16為農業區。但於民國84年正式公告發布實施「變更高雄市凹子底都市計畫主要計畫部份農業區（農十六）為商業區、住宅區、特定專用區......等案」，本地逐漸發展為高雄市之重要新興地區。

## 設施
- 高雄捷運凹子底站
- 高雄輕軌愛河之心站
- 高雄輕軌龍華國小站
- 愛河之心
- 凹仔底森林公園
- 凹仔底福德祠
- 凹仔底德安宮
- 龍子天公廟
- 高雄市鼓山區龍華國民小學